# Nakrivanj
Nakrivanj (en serbe cyrillique : Накривањ) est une localité de Serbie située sur le territoire de la Ville de Leskovac, district de Jablanica. Au recensement de 2011, elle comptait 1 153 habitants.
Nakrivanj est officiellement classé parmi les villages de Serbie.

## Démographie

### Évolution historique de la population
| 1948  | 1953  | 1961  | 1971  | 1981  | 1991  | 2002  | 2011  |
| ----- | ----- | ----- | ----- | ----- | ----- | ----- | ----- |
| 1 290 | 1 326 | 1 414 | 1 526 | 1 514 | 1 462 | 1 315 | 1 153 |

|  |